# Studitenorden
Der Studitenorden (Ordenskürzel: MSU für Monaci Studiti Ucraini) ist eine neuzeitliche ukrainisch-katholische Mönchsgemeinschaft, die vor allem in der Westukraine verankert ist und die Uniw'ska Lavra als ihr Zentrum hat.

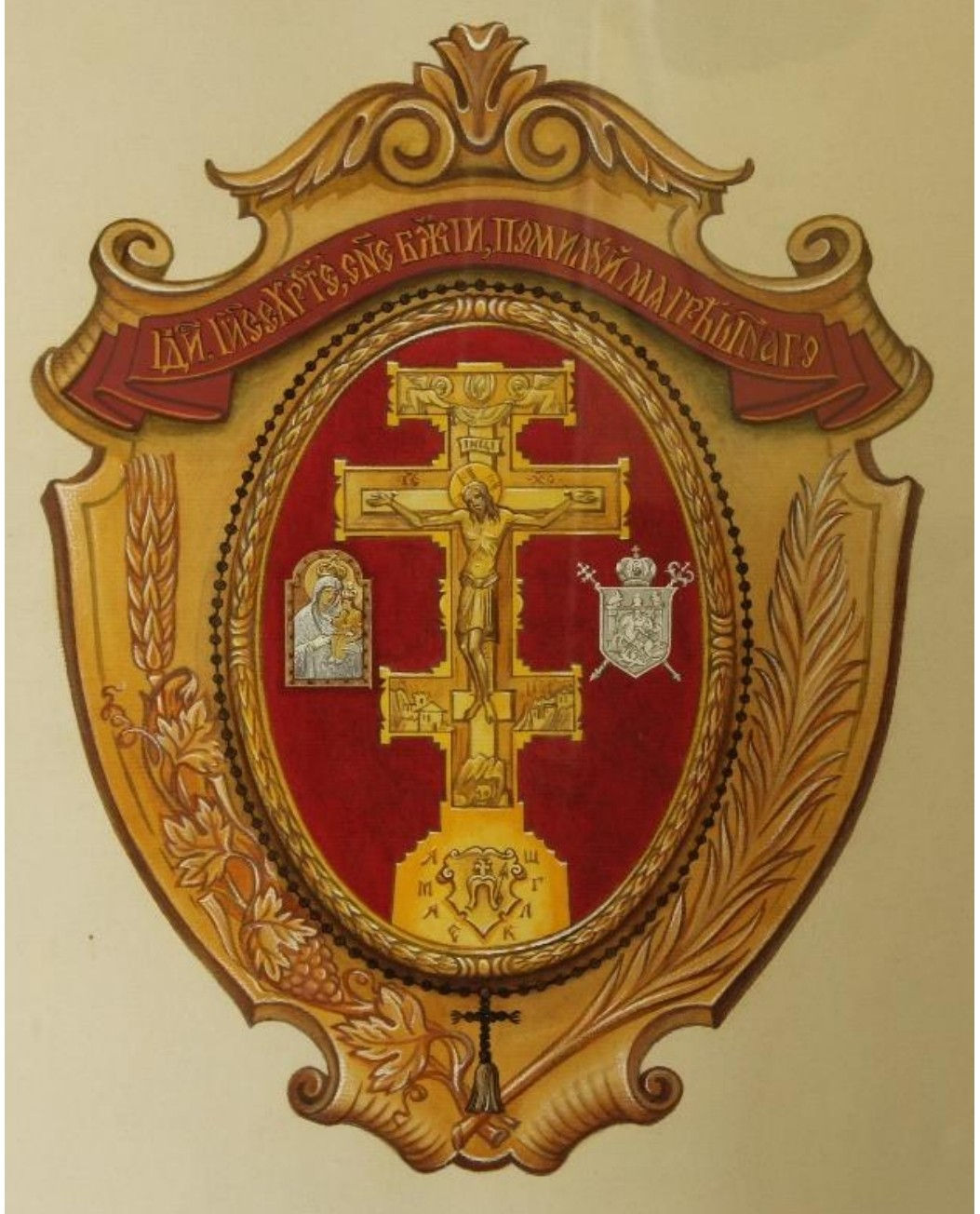
Wappen des Studitenordens mit typischen studitischen Kreuz in der Mitte

## Geschichte
Die Ordensgeschichte hat ihre Wurzeln beim Typikon von Theodor Studites, das für das Studionkloster verfasst wurde und eine Erweiterung der Mönchsregel des Basilius und Pachomios darstellte. Das Typikon wurde durch den griechischen Mönch Mykhailo im Jahre 1073 in die Ukraine gebracht. Theodosius von Petchersk verbreitete es, wodurch es von allen Klöstern in der Kiewer Rus angenommen wurde. Auf Grund einiger geschichtlicher Umstände ging diese Tradition jedoch verloren.
Auf Grund der starken Latinisierung im Orden der Basilianer des hl. Josaphat, dem damals einzigem Mönchsorden der Ukrainischen griechisch-katholischen Kirche, wollte der Metropolit von Lemberg Andrej Scheptyzkyj (1865–1944) die östliche Klostertradition nach Theodor Studites wieder erneuern. Der unmittelbare Grund für die Gründung des Studitenordens war jedoch, dass viele Bauern sich zu spontanen Gebetsgruppen formierten, mit dem Wunsch nach einem Ordensleben, aber auf Grund von Armut nicht in den Orden der Basilianer des hl. Josaphat eintreten konnten (eine Mitgift war notwendig).
Die ersten drei Mönche wurden bereits 1898 bekleidet und 1904 wurde die erste Lawra des heiligen Antonius von Kiew in Sknyliw gegründet. 1919, nachdem die Sknyliw'ska Lawra niedergebrannt wurde, übergab Metropolit Andrej Scheptyzkyj die Uniw'ska Lawra, ein altes Klosterzentrum von Galizien, das als Residenz des Metropoliten diente, dem Studitenorden. Fortan bildete die Uniw'ska Lawra das Mutterkloster der Studitenmönche. Das erste Typikon des Ordens stammt aus dem Jahre 1904, das zweite von 1920 und das immer noch gültige (abgesehen von Änderungen durch den CCEO) von 1936. Alle Typikons wurden durch Andrej und Klymentij Scheptyzkyj verfasst und orientieren sich bewusst an ostkirchlicher Mönchstradition des hl. Theodor Studites und Theodosius von Petschersk.
Nachdem die ukrainisch-katholische Kirche im Jahr 1946 zwangsweise in die Russisch-Orthodoxe Kirche eingegliedert wurde, konnten die Ordensgemeinschaften der Studiten nur noch in der Emigration weiterbestehen. Dies änderte sich im Jahr 1990, als die ukrainisch-katholische Kirche sich neu konstituierte.
Heute hat der Studitenorden sein Zentrum in Uniw. Der bekannteste Angehörige des Ordens ist der 2017 verstorbene ukrainische Großerzbischof Ljubomyr Husar, der den Studitenorden außerhalb der Ukraine von 1977 bis 1991 als Archimandrit leitete.

## Apostolat
Der ukrainische Studitenorden hat sich besonders dem Apostolat der Katechese und Erziehungsarbeit von Kindern und Jugendlichen verpflichtet. Zudem werden jährlich Kinder und Jugendliche aus Tschernobyl im Exerzitienhaus in Jaremtscha aufgenommen. Zu den weiteren Tätigkeiten des Ordens zählen die Viehhaltung, Bienenzucht und Heilpflanzenkunde, das Verlegen von religiöser Literatur und zudem die Leitung einer Werkstatt für kirchlich-sakrale Kunst.
Das tägliche Leben im Studitenorden wird von acht Stunden Gebet, acht Stunden Arbeit und acht Stunden Erholung geprägt.

## Liste der Hegumen und Archimandriten
Laut dem Typikon des Studitenordens wird der Ordensvorsteher für eine Amtsperiode von 5 Jahren von allen Schemamönchen (lebenslanges Gelübde) zum Hegumen gewählt. Wenn dieser zum dritten Male zum Hegumen gewählt wird, erhält er den Titel des Archimandriten. Die Amtsdauer kann jedoch durch eine Bischofsernennung abgebrochen werden. Solange ein Archimandrit im Amt war, gab es gleichzeitig auch immer einen Hegumen.
- Hegumen Yona Maxim (19. Juni 2020 – 26. Oktober 2023)
- Hegumen Illya Mamchak (2. Mai 2015 – 2. Mai 2020)
- Hegumen Teodor Martynjuk (23. Juli 2010 – 2. Mai 2015)
- Hegumen Wenedykt Aleksijtschuk (17. April 1999 – 23. Juli 2010)
- Hegumen Sewastian Dmytrukh (24. Januar 1991 – 17. April 1999)
- Titular Archimandrit Julian Woronowskyj (21. August 1990 – 28. Februar 2013)
- Hegumen Petro Hladij (9. August 1990 – 24. Januar 1991)
- Archimandrit Julian Woronowskyj (29. Juli 1990 – 21. August 1990)
- Hegumen Julian Woronowskyj (1982–1990)
- Archimandrit Jurij Makar (1982 – 3. Juni 1990)
- Hegumen Jurij Makar (1978–1982)
- Hegumen Josyf Schestjuk (1951 – 4. Februar 1978)
- Archimandrit Nykanor Mykola Dejneha (1951 – 8. November 1982)
- Hegumen Nykanor Mykola Dejneha (1950–1951)
- Hegumen Josyf Schestjuk (1945–1950)
- Archimandrit Klymentij Scheptyzkyj (November 1944 – 1. Mai 1951)
- Hegumen Klymentij Scheptyzkyj (1919 – November 1944)
- Gründer und Archimandrit Andrej Scheptyzkyj (22. September 1898 – 1919)[6]